# Бруно фон Баркель
Барон Бруно фон Баркель (нім. Bruno Freiherr von Brackel; 20 грудня 1911, Кассель, Німецька імперія — 13 серпня 1941, УРСР) — німецький офіцер, гауптман (капітан) вермахту (посмертно). Кавалер Лицарського хреста Залізного хреста.

## Нагороди
- Залізний хрест
  - 2-го класу (23 вересня 1939)
  - 1-го класу (9 липня 1940)
- Лицарський хрест Залізного хреста (23 серпня 1941; посмертно) — як обер-лейтенант і командир 4-го батальйону 15-го танкового полку 11-ї танкової дивізії 1-ї танкової групи групи армій «Південь».